# Хав'єр Конте
Хав'єр Конте (ісп. Javier Conte, 7 вересня 1975) — аргентинський яхтсмен.
Бронзовий призер Олімпійських Ігор 2000 року в класі 470.
Переможець Панамериканських ігор 2015 (Блискавка), 2019 (Блискавка) років.